# Sklaverochóri
Sklaverochóri, en grec moderne : Σκλαβεροχώρι est un village du dème de Minóa Pediáda, en Crète, en Grèce. Selon le recensement de 2011, la population de Sklaverochóri compte 77 habitants. Il est situé à une altitude de 334 m.